# Smart антена
Smart антена (англ. smart antenna або intelligent antenna) — сленговий термін, що є породженням маркетингових технологій в антенній техніці стільникового зв'язку. Використовується в англомовній літературі стосовно будь-яких антенних решіток із керованою діаграмою спрямованості і буквально означає «розумна» або «інтелектуальна» антена. Термін не відображає технічної суті і принципів, покладених в основу функціонування антени, тому не є актуальним серед фахівців. Можливе відновлення інтересу до його використання через впровадження технологій штучного інтелекту в обробку сигналів.

## Типи smart антенн
- антени з комутованою діаграмою спрямованості
- фазована антенна решітка, в тому числі адаптивна антенна решітка
- цифрова антенна решітка[1][2], в тому числі адаптивна і з використанням штучного інтелекту для обробки сигналів